# Teneriffas norra flygplats
Teneriffas norra flygplats (Spanska: Aeropuerto de Tenerife Norte), även känd som  Los Rodeos, är den ena av två flygplatser på Teneriffa, Spanien. Den ligger i La Laguna, 11 kilometer från öns största stad Santa Cruz de Tenerife.

## Olyckan söndagen den 27 mars 1977
Huvudartikel Flygolyckan på Teneriffa
Söndagen den 27 mars 1977 inträffade den värsta flygolyckan någonsin, då två Boeing 747 tillhörande de amerikanska respektive nederländska flygbolagen PanAm och KLM kolliderade på den enda banan. Totalt omkom 583 personer och 61 överlevde.